# Karanub
Karanub (ros. Карануб) – wieś w Rosji, w Dagestanie, w rejonie czarodyńskim. W 2010 liczyła 162 mieszkańców, głównie Awarów.